# Reichenstraße 32 (Quedlinburg)

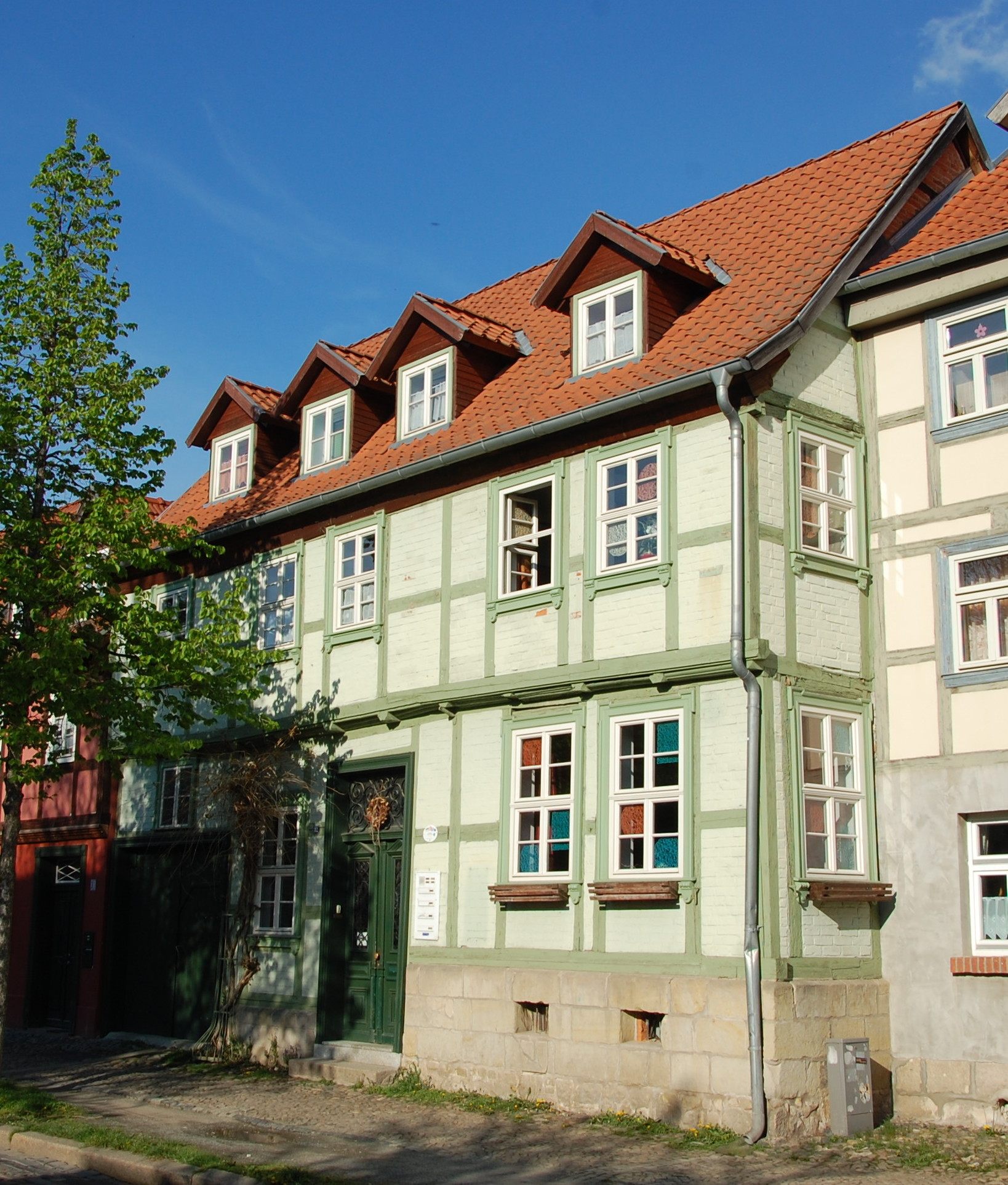
Haus Reichenstraße 32

Das Haus Reichenstraße 32 ist ein denkmalgeschütztes Gebäude in der Stadt Quedlinburg in Sachsen-Anhalt.

## Lage
Es befindet sich im nördlichen Teil der historischen Quedlinburger Neustadt auf der Westseite der Reichenstraße und gehört zum UNESCO-Weltkulturerbe. Das Gebäude ist im Quedlinburger Denkmalverzeichnis als Wohnhaus eingetragen.

## Architektur und Geschichte
Das zweigeschossige Fachwerkhaus entstand um 1700 und ist eher schlicht gestaltet. Als Zierelemente finden sich am Fachwerk profilierte Füllhölzer und die seltene Form der Diamantbalkenköpfe. Aus dem 18. Jahrhundert stammen die von Ohrenfaschen umrahmtem Kreuzstockfenster. Im 19. Jahrhundert erfolgte ein Umbau.
Bemerkenswert ist ein barockes, geschmiedetes Gitter am Oberlicht der Hauseingangstür, die jedoch jüngeren Datums ist.
Hofseitig befindet sich ein Fachwerkflügel der aus derselben Zeit wie das straßenseitige Wohnhaus stammt.